# Pseudeusemia collaris
Pseudeusemia collaris là một loài bướm đêm trong họ Geometridae.